# Myklands kommun
Myklands kommun (norska: Mykland kommune) var en kommun i Aust-Agder fylke i södra Norge. Kommunen omfattade ett område i den västra delen av nuvarande Frolands kommun. Byn Mykland utgjorde kommunens centralort.

## Administrativ historik
Myklands kommun upprättades 1876 genom utbrytning ur Åmli kommun. Kommunen hade 663 invånare vid upprättandet.
Den 1 januari 1967 gick Myklands kommun upp i Frolands kommun. Kommunens hade då 604 invånare.
Den 1 januari 1970 överfördes en obebodd del av den tidigare kommunen Mykland (fastigheterna Neset och Råbudal) från Frolands kommun till Birkenes kommun.